# マサチューセッツ工科大学出版局
マサチューセッツ工科大学出版局（英語: MIT Press）は、マサチューセッツ工科大学 (MIT) 系列の大学出版局である。

## 歴史
この出版局の始まりは1926年、マサチューセッツ工科大学が後にノーベル賞を受賞したドイツの物理学者マックス・ボルンによる講演集「Problems of Atomic Dynamics」を印刷配布したことに遡る。MITの最初の正式な出版事業は1932年に「テクノロジー・プレス」と呼ばれるインプリントを立ち上げたことに伴い開始された。このインプリントはMITの同窓会誌の編集長で後にMIT学長になるジェームズ・ライネ・キリアンが設立した。テクノロジー・プレスは1937年にジョン・ワイリー・アンド・サンズとワイリーがマーケティングと編集責任を引き継ぐ契約を締結し8タイトルを独自に出版した。1962年に125タイトルを出版した後にワイリーとの提携を解消した。テクノロジー・プレスは提携解消後近代的な社名に改称し、独立系出版社として活動していた。
1968年、出版局は学術出版に参入し、翌年欧州にマーケティング販売オフィスを設立した。1970年代終わりには経済状況の変化に対応する形で初期アーキテクチャ、計算機科学、人工知能、経済、認知科学といった幾つかの重要な分野に絞ったが技術やデザインといった他の分野ものちに扱うようになった。最新の追加分野は環境科学である。
2010年1月に出版局による出版は9000タイトルに達し、毎年200冊の書籍と30冊の学術雑誌を出版している。2012年出版局の創立50周年が祝された。

## ビジネス
出版局が主に出版する学術的書籍の分野には美術と建築、視覚芸術と文化研究、認知科学、心理学、言語学、計算機科学、経済、金融とビジネス、環境科学、政治学、生命科学、神経科学、ニューメディア、科学技術と社会学 (history of science and technology) がある。
また、Zone BooksやSemiotext(e)といった出版社のディストリビューターにもなっている。2000年、出版局はCogNetという脳・認知科学研究のオンラインリソースを立ち上げた。
同時にMIT Press Bookstoreも運営しており、他の大学や取引出版社の豊富な補足的作品を含めて新刊既刊の両書籍を展示しており、店舗はケンブリッジにあるMBTAレッドラインのケンドール駅隣にある。

## ロゴ
奥付やロゴは出版局の初代アートディレクターであるミュニエル・クーパーが1960年代初期にデザインしたものである。ロゴは小文字アルファベットの「mitp」を元にしており、故に上に長いtの部分は左から5番目の帯で下に長いpの部分は6番目と7番目の帯で表現しており、易経の図象をやや彷彿とさせる。